# Slagmolen (Genk)
De Slagmolen in Genk is de bekendste en nog steeds werkende molen van deze stad.
In 1523 bouwde het lakenambacht van Hasselt een volmolen op de Stiemerbeek. Er werd vilt op basis van wol vervaardigd. Vanaf 1645 produceerde men er koorden van vlas en hennep en olie uit raap- en koolzaad. Vanaf 1843 tot 1955 deed ze dienst als korenmolen.
Momenteel in 2023 staat de molen in verval.